# Relaciones Burundi-Estados Unidos
Las relaciones Estados Unidos-Burundi son las relaciones diplomáticas entre Estados Unidos y Burundi.

## Historia
En 1962, los Estados Unidos establecieron relaciones diplomáticas con Burundi cuando obtuvo su independencia de Bélgica. Tras la independencia, el país experimentó asesinatos políticos, violencia étnica y períodos cíclicos de conflicto armado; Varios gobiernos se instalaron a través de golpes de estado. El Acuerdo de paz y reconciliación de Arusha de 2000 proporcionó un marco de solución negociado que, junto con los acuerdos de alto el fuego posteriores, condujeron al final de la guerra civil de 1993-2006. La decisión del presidente Nkurunziza de buscar un tercer período presidencial en 2015 provocó protestas en la capital y fue seguida por un golpe de Estado fallido. La violencia resultante y las crisis políticas y económicas dieron lugar a flujos masivos de refugiados a los países vecinos.
Los Estados Unidos apoyan el logro de la estabilidad y la prosperidad a largo plazo en Burundi a través de una reconciliación amplia e inclusiva; asistencia humanitaria; crecimiento económico; y la promoción de la apertura política y la expansión de las libertades democráticas. Los Estados Unidos apoyan el diálogo burundiano facilitado por la Comunidad de África Oriental (EAC) y otros esfuerzos de resolución de conflictos dentro de Burundi. Estados Unidos busca facilitar la integración más profunda de Burundi en los mercados regionales e internacionales, como un medio para promover el desarrollo económico sostenible.
Los objetivos oficiales del gobierno de los Estados Unidos en Burundi son "ayudar al pueblo de Burundi a lograr una paz justa y duradera basada en los principios democráticos y el desarrollo económico sostenible". Los Estados Unidos fomentan la estabilidad política, las reformas en curso  democrática, la apertura política, el respeto por los derechos humanos y el desarrollo económico en Burundi. A largo plazo, Estados Unidos busca fortalecer el proceso de reconciliación interna y democratización dentro de todos los estados de la región para promover una comunidad democrática y estable de naciones que trabajen por intereses mutuos sociales, económicos y de seguridad en el continente.
En 2011, EE. UU. Envió un paquete de ayuda militar por un valor de $ 45 millones a Burundi y Uganda, que incluía cuatro aviones no tripulados.
Las relaciones se deterioraron gravemente en 2015, cuando Nkurunziza corrió y ganó por un tercer mandato y Burundi enfrentó sanciones.

## Oficiales principales de los Estados Unidos
- Embajador - Anne S. Casper, agosto de 2016-presente

## Misiones diplomáticas
La Embajada de los Estados Unidos se encuentra en Buyumbura. La Embajada de la República de Burundi en los Estados Unidos se encuentra en Washington.